# Malvastrum trifidum
Malvastrum trifidum är en malvaväxtart som beskrevs av Antonio Krapovickas. Malvastrum trifidum ingår i släktet Malvastrum och familjen malvaväxter. Inga underarter finns listade i Catalogue of Life.